# Limnodriloides lateroporus
Limnodriloides lateroporus är en ringmaskart som beskrevs av Erséus 1997. Limnodriloides lateroporus ingår i släktet Limnodriloides och familjen glattmaskar. Inga underarter finns listade i Catalogue of Life.